# HOXD13
HOXD13 (англ. Homeobox D13) – білок, який кодується однойменним геном, розташованим у людей на короткому плечі 2-ї хромосоми.  Довжина поліпептидного ланцюга білка становить 343 амінокислот, а молекулярна маса — 36 101.
| 10         |  | 20         |  | 30         |  | 40         |  | 50         |
| ---------- |  | ---------- |  | ---------- |  | ---------- |  | ---------- |
| MSRAGSWDMD |  | GLRADGGGAG |  | GAPASSSSSS |  | VAAAAASGQC |  | RGFLSAPVFA |
| GTHSGRAAAA |  | AAAAAAAAAA |  | ASGFAYPGTS |  | ERTGSSSSSS |  | SSAVVAARPE |
| APPAKECPAP |  | TPAAAAAAPP |  | SAPALGYGYH |  | FGNGYYSCRM |  | SHGVGLQQNA |
| LKSSPHASLG |  | GFPVEKYMDV |  | SGLASSSVPA |  | NEVPARAKEV |  | SFYQGYTSPY |
| QHVPGYIDMV |  | STFGSGEPRH |  | EAYISMEGYQ |  | SWTLANGWNS |  | QVYCTKDQPQ |
| GSHFWKSSFP |  | GDVALNQPDM |  | CVYRRGRKKR |  | VPYTKLQLKE |  | LENEYAINKF |
| INKDKRRRIS |  | AATNLSERQV |  | TIWFQNRRVK |  | DKKIVSKLKD |  | TVS        |

A: Аланін

C: Цистеїн

D: Аспарагінова кислота

E: Глутамінова кислота

F: Фенілаланін

G: Гліцин

H: Гістидин

I: Ізолейцин

K: Лізин

L: Лейцин

M: Метіонін

N: Аспарагін

P: Пролін

Q: Глутамін

R: Аргінін

S: Серин

T: Треонін

V: Валін

W: Триптофан

Кодований геном білок за функцією належить до білків розвитку. 
Задіяний у таких біологічних процесах як транскрипція, регуляція транскрипції, поліморфізм. 
Білок має сайт для зв'язування з ДНК. 
Локалізований у ядрі.